# Kvänum kök
Kvänum kök är en svensk tillverkare av köksinredning baserat i Kvänum, startat 1923 av Gustav Johansson. Från början ett snickeri som tillverkade allt som kunderna i trakten behövde i form av inredning. Även vävstolar och skolbänkar tillverkades i snickeriet. 
På 1940-talet började man att specialisera sig på kök och har sedan dess fokuserat på detta. 
Företaget fortfarande privatägt, men idag, 2019, av bröderna Magnus och Niklas Efraimsson som tog över efter Gustavs barnbarn 2015. Kvänum kök hade 2019 165 anställda och omsatte ca 230 mkr. 
Kvänum kök är hovleverantör och har bland annat fått leverera kök till Haga slott. 